# Abu Dhabi Investment Authority Tower
Abu Dhabi Investment Authority Tower, zwany także ADIA Tower – do 2012 najwyższy budynek w Abu Zabi, stolicy Zjednoczonych Emiratów Arabskich.
Budynek został ukończony w 2006, mierzy 185 m wysokości i ma 40 piętr.
Wieżowiec jest siedzibą państwowego funduszu majątkowego Abu Dhabi Investment Authority (ADIA).
Następnym najwyższym budynkiem był, zbudowany w 2012 nieopodal, The Landmark. Od 2014 najwyższym budynkiem w Abu Zabi jest Burdż Mohammed Bin Rashid, jeden z 3 wieżowców w kompleksie World Trade Center Abu Dhabi.

## Galeria

ADIA Tower
Na tle okolicy w nocy, 2007
ADIA Tower i The Landmark, 2013
Na tle wysokościowców Abu Zabi, 2017